# Micrabaciidae

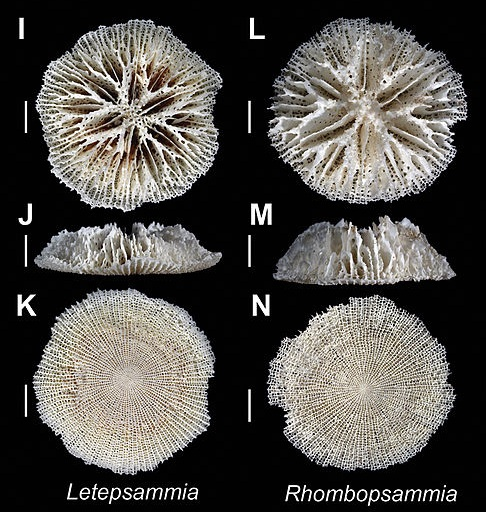
Vistas caliculares, laterales y basales de Letepsammia y Rhombopsammia

Micrabaciidae es una familia de corales marinos que pertenecen al orden Scleractinia de la clase Anthozoa.  
Todas las especies carecen de zooxantelas. Son pólipos solitarios de vida libre, sin anclarse al sustrato, que suelen hallarse en fondos arenosos. 
Sus coralitos son ligeros y esponjosos, normalmente recubiertos por el tejido del pólipo. El espécimen de mayor tamaño tiene 51 mm de diámetro calicular de su coralito, pero la mayoría de las especies no alcanzan los 25 mm.
Se distribuyen en las aguas tropicales y subtropicales de todos los océanos, y entre 15 y 5.000 m de profundidad.
Se conocen fósiles de esta familia de corales desde el Cretáceo Temprano, hace unos 135 millones de años.
No se han realizado análisis filogenéticos de la familia.

## Géneros
El Registro Mundial de Especies Marinas, WoRMS en inglés, incluye los siguientes géneros:
- Leptopenus. Moseley, 1881
- Letepsammia. Yabe & Eguchi, 1932
- Micrabacia. Milne Edwards & Haime, 1849 †(extinto)
- Rhombopsammia. Owens, 1986
- Stephanophyllia. Michelin, 1841